# Delureni (okręg Valea Mare)
Delureni – wieś w Rumunii, w okręgu Vâlcea, w gminie Valea Mare. W 2011 roku liczyła 297 mieszkańców.